# Étagnac
 Étagnac  es una comuna y población de Francia, en la región de Poitou-Charentes, departamento de Charente, en el distrito de Confolens y cantón de Chabanais.
Está integrada en la Communauté de communes de Haute Charente .

## Demografía[3]
| 1 291 | 1 260 | 1 305 | 1 412 | 1 444 | abs. | 1 520 | 1 605 | 1 522 | 1 473 | 1 560 | 1 512 | 1 434 | 1 530 | 1 526 | 1 535 | 1 551 | 1 506 | 1 468 | 1 400 | 1 232 | 1 168 | 1 165 | 1 039 | 1 007 | 1 041 | 987 | 950 | 910 | 966 | 949 | 981 | 986 |
| Para los censos de 1962 a 1999 la población legal corresponde a la población sin duplicidades (Fuente: INSEE [Consultar]) |       |       |       |       |      |       |       |       |       |       |       |       |       |       |       |       |       |       |       |       |       |       |       |       |       |     |     |     |     |     |     |     |